# Mary Twala
Mary Kuksie Twala, née le 14 septembre 1939 et morte le 4 juillet 2020, est une actrice sud-africaine. En 2011, elle est nommée à l'Africa Movie Academy Award de la meilleure actrice dans un second rôle, et en 2020, elle est lauréate de l'Africa Movie Academy Award de la meilleure actrice pour son rôle phare dans le film L'Indomptable Feu du printemps.

## Carrière
Mary Twala est reconnue comme étant une vétéran du cinéma sud-africain, pays où elle est très célèbre,.
Elle figure dans de nombreuses productions sud-africaines ainsi que dans des films internationaux où elle joue des rôles variés. Elle se fait plus particulièrement connaitre à l'international en 1992, lorsqu'elle incarne dans Sarafina! avec Whoopi Goldberg la grand-mère de Sarafina.
En 1993, elle tient un rôle d'invitée dans la première saison de Generations (South African TV series) (en). En 1995 on la retrouve dans Waati de Souleymane Cissé, film sélectionné à Cannes. En 2007, elle joue dans le drame Ubizo: The Calling. En 2010, elle joue un second rôle dans Le secret de Chanda d'Oliver Schmitz, avec qui elle avait déjà joué dans Mapantsula en 1988. Elle joue également dans Hopeville, un film qui remporte de nombreux prix dans plusieurs festivals. Twala y incarne Ma Dolly, rôle qui lui vaut une nomination pour la meilleure actrice dans un second rôle aux 6e Africa Movie Academy Awards.
Après avoir subi une intervention médicale qui l'a empêchée de jouer pendant des mois, Twala joue dans le film Vaya en 2015. En 2016, elle fait partie de la distribution de Comatose, un film mettant en vedette les meilleurs artistes africains, dont Bimbo Akintola et Hakeem Kae-Kazim et Aïssa Maïga. En 2017, elle joue un second rôle dans le film de sport Beyond the River,.  
En 2019, à 80 ans, elle joue le rôle de Mantoa, une veuve d'également 80 ans qui lutte contre le déplacement de son village au Lesotho. Ce rôle lui vaut de nombreuses récompenses, dont celle de la meilleure actrice au Festival International du Film de Durban et aux Africa Movie Academy Awards. En 2020, son dernier film Black Is King (en), écrit, dirigé et produit par Beyoncé, sort en salles peu après sa mort. Elle y interprète une chamane inspirée du personnage de Rafiki. 

### Filmographie (extraits)
- 1988 : Mapantsula (en)
- 1992 : Sarafina !
- 1995 : Waati
- 2003 : Beat the Drum (en)
- 2007 : Ghost Son
- 2010 : Hopeville
- 2010: State of Violence (en)
- 2010 : Life, Above All (Le secret de Chanda)
- 2014 : Leading Lady
- 2019 : This Is Not a Burial, It's a Resurrection (L'Indomptable Feu du printemps)
- 2020 : Black Is King (en)

### Récompenses
- 2011 : Nommée à l'Africa Movie Academy Award de la meilleure actrice dans un second rôle pour son rôle dans Hopeville[13].
- 2015 : Nommée aux SAFTA Golden Horn dans la catégorie meilleure actrice dans un second rôle pour son rôle dans Leading Lady.
- 2015 : Lauréate du SAFTA Golden Horn dans la catégorie meilleure actrice d'un film de télévision pour son rôle dans Skwizas.
- 2020 : Lauréate pour son rôle de Mantoa dans This Is Not a Burial, It's a Resurrection (L'Indomptable Feu du printemps) :
  - Durban International Film Festival (meilleure actrice)[14]
  - Guanajuato International Film Festival (International Feature Competition - Prix spécial du jury)
  - Hamptons International Film Festival (Golden Starfish Award - Mention Honorable)
  - Hong Kong International Film Festival (Best Actress - International)
  - Festival du nouveau cinéma de Montréal (prix d'interprétation féminine)
  - Africa Movie Academy Awards (meilleure actrice)[15]

En avril 2019, Mary Twala reçoit l'ordre de l'Ikhamanga d'argent des mains du président Cyril Ramaphosa pour sa contribution considérable aux arts et à l'industrie du divertissement.

## Vie privée
Twala est née le 14 septembre 1939 à Soweto à Johannesburg. Elle a été mariée à l'acteur Ndaba Mhlongo (en) jusqu'à sa mort. Ils sont les parents de Somizi Mhlongo (en) et Archie Mhlongo (décédé en 1985),.

## Décès
Mary Twala est décédée le 4 juillet 2020 vers 11 heures à l'hôpital privé Parklane de Johannesburg.
Elle est inhumée le 9 juillet 2020 à Soweto. En raison de la réglementation liée au Covid-19, ses funérailles n'ont pu être suivies que par 50 personnes.